# Zeus (Reichenberg)
Zeus was een historisch Oostenrijk-Hongaars merk van motorfietsen. Deze werd gemaakt in de Maschinenfabrik Christian Linser, Reichenberg/Böhmen tussen 1904 en 1910. 
Het merk stond bekend om zijn 492 cc eencilinders en 618 cc V-twins, die ook onder de naam Linser verkocht werden. 
In die tijd hoorde Reichenberg (tegenwoordig Liberec in Tsjechië) nog bij het Oostenrijks-Hongaarse keizerrijk.